# 張廷玉

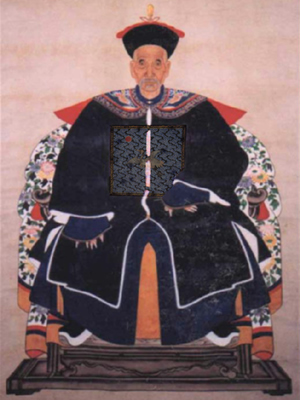
張廷玉

張 廷玉（ちょう ていぎょく、康熙11年9月9日（1672年10月29日） - 乾隆20年3月20日（1755年4月30日））は、清の政治家。字は衡臣、号は研斎。安徽省安慶府桐城県の出身。保和殿大学士・軍機大臣・太保の位を得て、三等伯に封ぜられ、三朝にわたって50年仕えた。
康熙11年（1672年）生まれで、父は康熙年間の大学士の張英。康熙39年（1700年）に進士（科挙の最終合格者）となる。康熙年間の検討、直南書房、洗馬、侍講学士、内閣学士、刑部侍郎、吏部侍郎等の職を歴任する。
雍正元年（1723年）礼部尚書に昇進、次年に戸部尚書、翰林院掌院学士、国史館総裁、太子太保へ転任。雍正3年（1725年）、大学士の仕事に配属される。雍正4年（1726年）、文淵閣大学士、戸部尚書、翰林院掌院学士へ進み、康熙実録総裁官を兼任する。雍正6年（1728年）、保和殿大学士兼吏部尚書へ転任する。
雍正7年（1729年）、少保の階級を得る。同年、西北での戦争により、軍機房を隆宗門内に設け、怡親王允祥より、その仕事を大学士の蔣廷錫が取り締まった。雍正帝の臨終で、オルタイ（鄂爾泰）と共に勅命をうけて大臣となった。乾隆帝の時代に、両朝の元老となったことを朝廷が重くみて、死後太廟へ祀られた。清代を通して、漢人の大臣で太廟に祀られた者は張廷玉ただ一人である。
張廷玉の在任期間での主な仕事は皇帝の秘書であり、上奏文の制度と軍機処の運用規則の改善で貢献した。他の直接政務を処理した大臣と違い、歴史上張廷玉の具体的な功績はあまり多く残されていない。
張廷玉の人となりは、小心翼々として「万言万当、不如一黙」（北宋の黄庭堅の言）を謹んで守った。そのため雍正帝は彼を「器量純全、抒誠供職」と讃え、「大臣中第一宣力者」と称した。
相前後して『康熙字典』・『雍正実録』、そして『明史』・『国史館』・『清会典』を編纂した。